# Soccer City Stadium
Soccer City Stadium (in afrikaans Sokkerstad) è un impianto sportivo multifunzione sudafricano che si trova a Soweto, sobborgo di Johannesburg.
Costruito nel 1987 e inaugurato nel 1989, fu ristrutturato nel 2009 in vista del campionato mondiale di calcio 2010 e ampliato a una capienza di 94736 posti, la maggiore d'Africa, anche se la FIFA ne ammise solo un massimo di 84490 riservandone circa 10000 per stampa e ospiti speciali.
L'impianto ospita gli incontri interni di calcio del Kaizer Chiefs e sovente della nazionale sudafricana; talora ospita anche gli Springbok, nome con cui è nota la nazionale di rugby.
Ha il soprannome di Calabash, tipica pentola africana.
Si tratta dello stadio dove Nelson Mandela tenne, nel 1990, il suo primo discorso dopo la liberazione dalla prigionia e fece la sua ultima apparizione pubblica durante la cerimonia di chiusura dei Mondiali di calcio del 2010 e in cui nel 1993 si tennero i funerali di Chris Hani, attivista anti-apartheid ucciso da un oppositore politico.
Fu anche lo stadio dove il 10 dicembre 2013 si tenne la commemorazione del citato Mandela in sua morte.
A seguito di accordo di naming con l'istituto di credito sudafricano First National Bank, lo stadio è noto anche con il nome di First National Bank Stadium o FNB Stadium.

## Nome
Lo stadio, sin dalla sua fondazione, porta il nome di FNB Stadium, in virtù del contratto di sponsorizzazione con la First National Bank. Durante il campionato mondiale di calcio 2010 assunse il nome di Soccer City, poiché la FIFA non consente la sponsorizzazione nei nomi degli stadi all'interno dei suoi tornei.

## Costruzione
Lo stadio fu sottoposto ad una profonda ristrutturazione per poter ospitare i Mondiali di calcio. I lavori furono eseguiti da Grinaker-LTA, facente parte di Aveng Group, assieme ad Interbeton bv, appartenente all'olandese Royal BAM Group, e furono ultimati il 21 ottobre 2009. Il progetto fu realizzato da HOK Sport (rinominato Populous nel gennaio 2009) e da Boogertman & Partners. Tra le modifiche apportate vi sono l'estensione dell'anello superiore per aumentarne la capienza, la creazione di novantanove nuove stanze, un tetto avvolgente e nuovi spogliatoi e riflettori. Lo stadio ammodernato mantiene in parte la struttura originaria della gradinata ovest superiore, anche se di fatto è stata ricostruita per migliorare la visibilità. L'intera struttura è sostenuta da 1350 pilastri di fondazione ed il tetto poggia su dodici pilastri rettangolari e sedici colonne circolari.
I costi del processo di ristrutturazione dello stadio, completato nel 2009, sono stati di 3,3 miliardi ZAR, equivalenti a circa 440 milioni di dollari.

## Design
La facciata esterna dello stadio è stata progettata appositamente per apparire come una pentola africana: i pannelli di rivestimento sulla parte esterna compongono un mosaico di colori caldi, con un anello di luci che percorrono il fondo della struttura, simulando nell'insieme un fuoco che riscalda la "pentola". La distanza massima tra gli spettatori ed il terreno di gioco è di 100 metri e non ci sono barriere visive.
Alcuni posti a sedere all'interno dello stadio, inoltre, formano dieci strisce verticali nere, di cui nove sono allineate in direzione degli altri nove stadi in cui si è disputato il Mondiale sudafricano, mentre la decima è rivolta verso l'Olympiastadion di Berlino, dove si è giocata la finale dell'edizione precedente.

## Principali tornei ospitati

### Coppa delle Nazioni Africane 1996
Il FNB Stadium venne impiegato come stadio principale di questo torneo, dato che ospitò la gara inaugurale, altre cinque partite della fase a gironi, un quarto di finale, una semifinale, la finale per il terzo posto e la finale per il primo posto.
| Data            | Squadra #1 | Ris. | Squadra #2 | Fase del torneo            | Spettatori |
| --------------- | ---------- | ---- | ---------- | -------------------------- | ---------- |
| 13 gennaio 1996 | Sudafrica  | 3–0  | Camerun    | Girone A (gara inaugurale) | 80 000     |
| 15 gennaio 1996 | Egitto     | 2–1  | Angola     | Girone A                   | 6 000      |
| 18 gennaio 1996 | Camerun    | 2–1  | Egitto     | Girone A                   | 4 000      |
| 20 gennaio 1996 | Sudafrica  | 1–0  | Angola     | Girone A                   | 30 000     |
| 24 gennaio 1996 | Sudafrica  | 0–1  | Egitto     | Girone A                   | 20 000     |
| 25 gennaio 1996 | Zaire      | 2–0  | Liberia    | Girone C                   | 3 000      |
| 27 gennaio 1996 | Sudafrica  | 2–1  | Algeria    | Quarti di finale           | 80 000     |
| 31 gennaio 1996 | Sudafrica  | 3–0  | Ghana      | Semifinali                 | 80 000     |
| 3 febbraio 1996 | Ghana      | 0–1  | Zambia     | Finale 3º posto            | 80 000     |
| 3 febbraio 1996 | Sudafrica  | 2–0  | Tunisia    | Finale                     | 80 000     |

### Coppa del mondo FIFA 2010

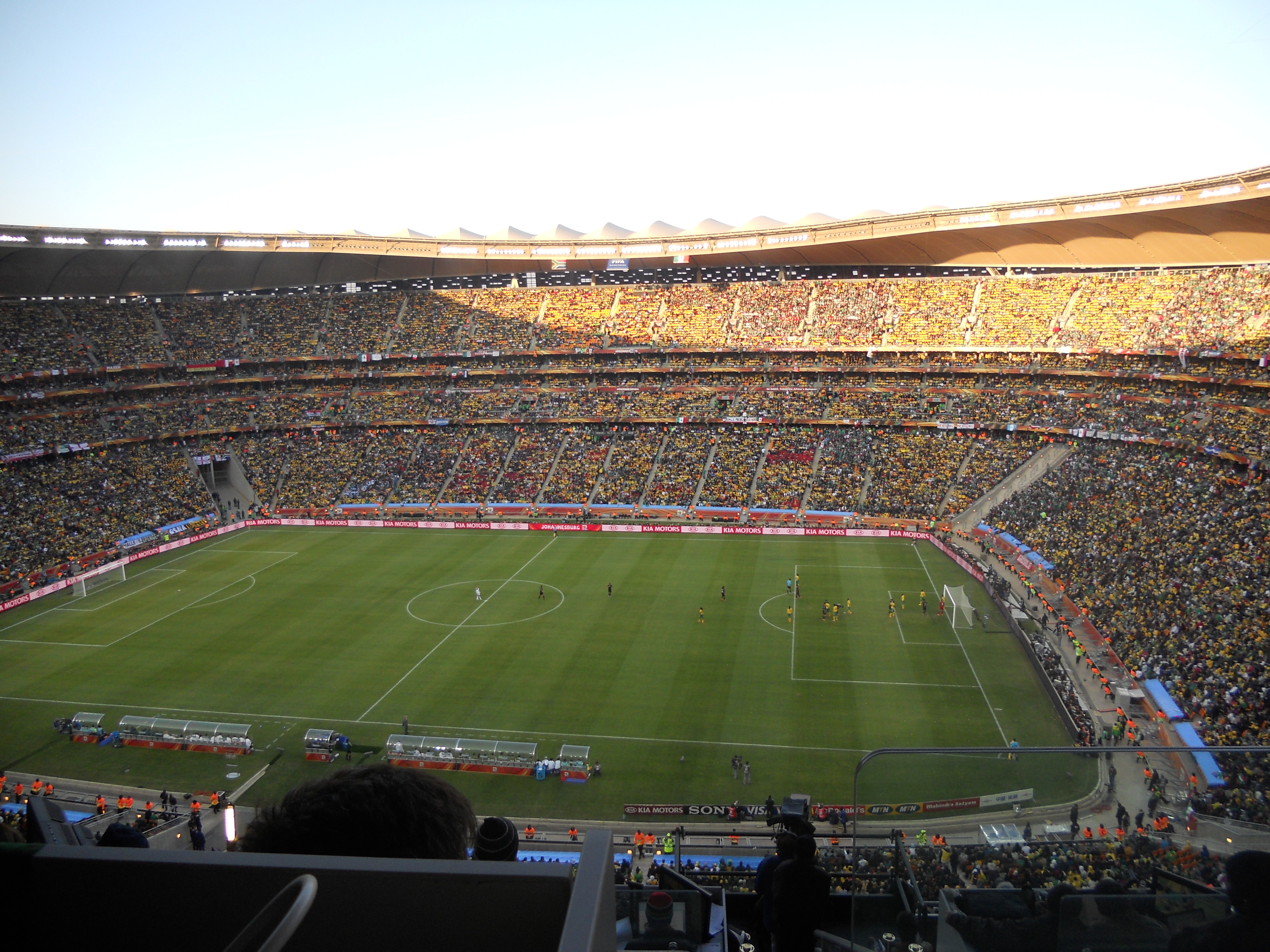
Vista interna dello stadio durante la partita inaugurale dei Mondiali di calcio del 2010 tra Sudafrica e Messico

In questo stadio si sono disputati la gara inaugurale, altre quattro partite della fase a gironi, un ottavo di finale, un quarto di finale e la finale.
| Data           | Ora (CET) | Squadra #1  | Ris.             | Squadra #2     | Fase del torneo            | Spettatori |
| -------------- | --------- | ----------- | ---------------- | -------------- | -------------------------- | ---------- |
| 11 giugno 2010 | 16:00     | Sudafrica   | 1-1              | Messico        | Girone A (gara inaugurale) | 84 490     |
| 17 giugno 2010 | 13:30     | Argentina   | 4-1              | Corea del Sud  | Girone B                   | 82 174     |
| 23 giugno 2010 | 20:30     | Ghana       | 0-1              | Germania       | Girone D                   | 83 391     |
| 14 giugno 2010 | 13:30     | Paesi Bassi | 2-0              | Danimarca      | Girone E                   | 83 465     |
| 20 giugno 2010 | 20:30     | Brasile     | 3-1              | Costa d'Avorio | Girone G                   | 84 455     |
| 27 giugno 2010 | 20:30     | Argentina   | 3-1              | Messico        | Ottavi di finale           | 84 377     |
| 2 luglio 2010  | 20:30     | Uruguay     | (1-1) 4-2 d.c.r. | Ghana          | Quarti di finale           | 84 017     |
| 11 luglio 2010 | 20:30     | Paesi Bassi | 0-1 d.t.s.       | Spagna         | Finale                     | 84 490     |

### Coppa delle Nazioni Africane 2013
Nel 2013 lo stadio ha ospitato alcune partite della Coppa d'Africa assegnata al Sudafrica: la gara inaugurale, una partita della fase a gironi e la finale.
| Data             | Ora (CET) | Squadra #1 | Ris. | Squadra #2   | Fase del torneo            | Spettatori |
| ---------------- | --------- | ---------- | ---- | ------------ | -------------------------- | ---------- |
| 19 gennaio 2013  | 18:00     | Sudafrica  | 0-0  | Capo Verde   | Girone A (gara inaugurale) | 50 000     |
| 19 gennaio 2013  | 21:00     | Angola     | 0-0  | Marocco      | Girone A                   | 25 000     |
| 10 febbraio 2013 | 20:30     | Nigeria    | 1-0  | Burkina Faso | Finale                     | 85 000     |

## Altri eventi

### Calcio
Il FNB Stadium è stato utilizzato dalla Nazionale di calcio del Sudafrica sia per amichevoli sia per partite di qualificazione. Ha inoltre ospitato alcuni incontri internazionali tra club calcistici, tra cui la finale d'andata della Coppa dei Campioni d'Africa 1995 tra Orlando Pirates e ASEC Abidjan, la Supercoppa CAF per 2 volte (nel 1994 tra Zamalek ed Al-Ahly e nel 1996 tra Orlando Pirates e JS Kabylie) e la finale di Vodacom Challenge del 2004 tra AS Vita Club e Kaizer Chiefs.
A livello locale, lo stadio è la sede degli incontri casalinghi del Kaizer Chiefs Football Club ed è stato l'impianto principale del Telkom Charity Cup dal 1990 al 2006 e nel 2010. Nell'impianto sportivo si è disputata, inoltre, la finale della Nedbank Cup del 2010 tra Bidvest Wits ed AmaZulu.

### Rugby
Nel FNB Stadium si tengono anche incontri di rugby a 15: la prima partita di questo sport nell'impianto è stata la sfida del Tri Nations 2010 tra Sudafrica e Nuova Zelanda, che ha registrato una presenza di 94.713 spettatori.